# Robert Ripley

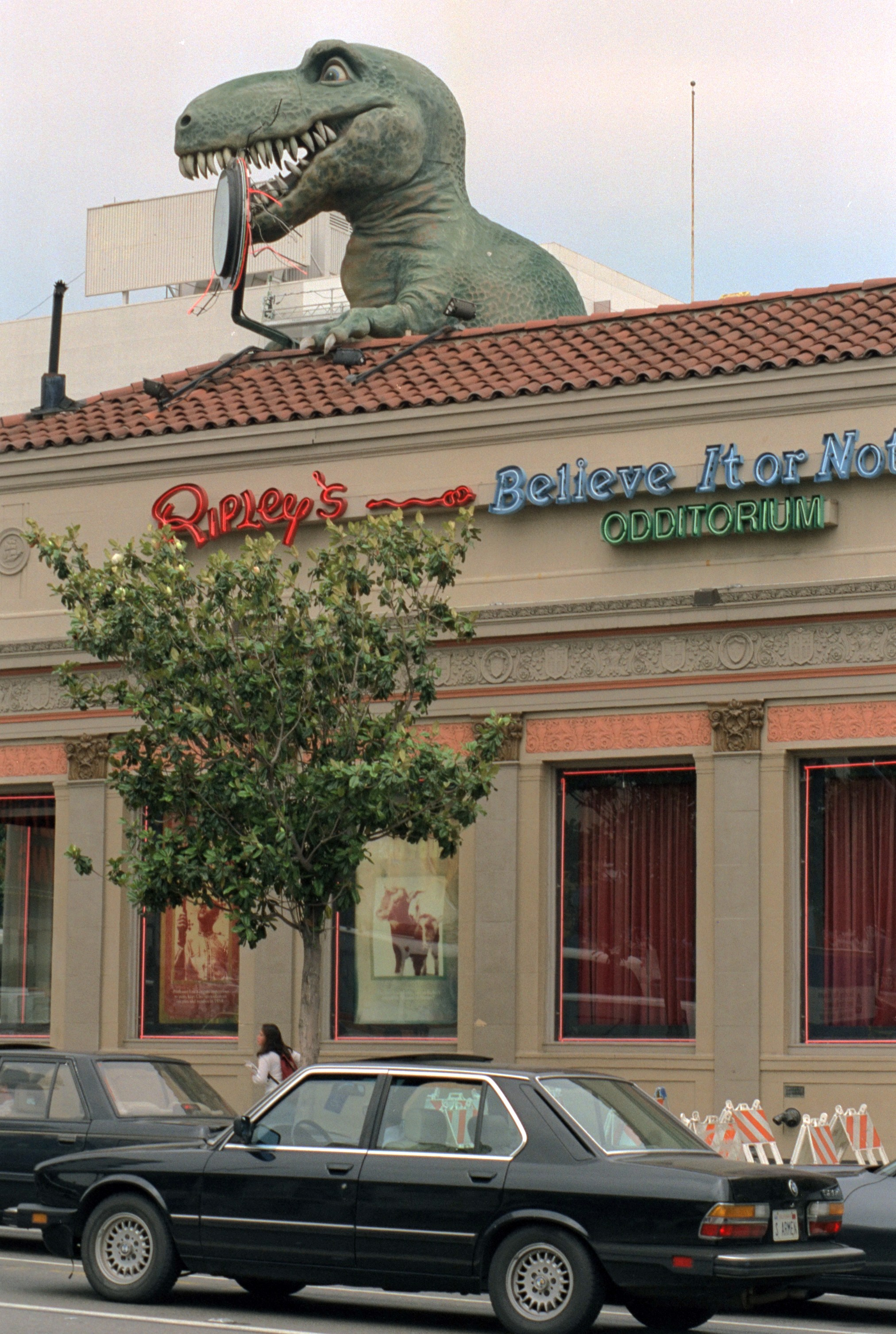
Odditorium de Robert em Hollywood

Robert LeRoy Ripley (25 de dezembro de 1890 – 27 de Maio de 1949), mais conhecido pelo nome de Robert Ripley, foi um cartunista americano, empresário e antropólogo amador, conhecido por criar a Ripley's Believe It or Not! uma cômica de jornal, programa de rádio e programa de televisão que apresentam fatos estranhos de todo o mundo.
Os temas abordados nos desenhos animados e de texto feitos por Robert variam de esportes até fatos poucos conhecidos e locais exóticos. Mas o que garantiu a popularidade do conceito pode ter sido que Robert também incluía itens enviados por leitores, os quais forneciam fotos de uma ampla variedade sendo elas de pequenas cidades americanas, legumes com estranhos formatos, até animais domésticos com marcas estranhas, todas documentadas através de fotografias e, em seguida, apresentadas por Robert em seus desenhos.

## Biografia
Em 1919 Robert casou-se com Beatriz Roberts. Ele fez sua primeira viagem ao redor do mundo em 1922, fazendo descrições de todos lugares em seu jornal. Isso introduziu um novo tema para os seus desenhos: localidades incomuns e exóticas e diferentes culturas. Levando a veracidade de seu trabalho muito a sério, em 1923 Robert contratou um investigador e poliglota chamado Norbert Pearlroth como assistente. Em 1926, saiu do New York Globe para o New York Post.
Durante os anos de 1920, Robert continuou a ampliar a game de seu trabalho e a sua popularidade aumentou significativamente. Ele publicou um diário de viagem e um guia de handebol em 1925. Em 1926, Robert se tornou o campeão de handebol do New York State e também escreveu um livro sobre boxe. Com um histórico de escritor e artista muito versátil, ele obteve a atração por publicar sobre o magnata William Randolph Hearst, que gerenciava o King Features Syndicate. Em 1929, Hearst era responsável pelo Believe It or Not! fazendo o mesmo ser estreado em dezessete artigos em todo o mundo. Com o sucesso da série garantido, Robert, obteve o primeiro livro da coleção de seus artigos de jornais publicados.
Em 3 de novembro de 1929, ele desenhou um painel em seu sindicado dos desenhos animados dizendo: "Acredite ou Não, a América não tem hino nacional." Embora a crença generalizada de que "The Star-Spangled Banner", com sua letra de Francis Scott Key conhecida como a música do inglês beberrão "To Anacreon in Heaven", fosse o hino nacional dos Estados Unidos, o Congresso nunca tinha tornada-a oficialmente. Em 1931, John Philip Sousa publicou sua opinião a favor de dar a canção um status oficial, afirmando que "é o espírito da música que inspira". Por uma lei assinada em 3 de Março de 1931, pelo Presidente Herbert Hoover, "The Star-Spangled Banner", foi adotada como o hino nacional dos Estados Unidos.
A década de 1930 viu Robert expandir sua presença na mídia. Em 1930, ele começou um contrato de quatorze anos na rádio e um de dezenove anos de associação com o produtor Doug Storer. Financiado pela organização de Hearst para as sua célebres viagens ao redor do mundo, seus programas de rádio gravados ao vivo embaixo da água e dos céus, em cavernas,  por ninhos de cobra, e em países estrangeiros. No próximo ano ele apresentou a primeira de uma série de duas dezenas a Believe It or Not! como um teatral de filmes pequenos para a Warner Bros. & Vitaphone, e o King Features publicou o segundo volume de Believe It or Not!. Ele também apareceu em um curta dos musicais da Vitaphone, Season Greetings (1931), com Ruth Etting, Joe Penner, Ted Husing, Thelma Branco, Ray Collins, e outros. Depois de uma viagem à Ásia em 1932, Robert abriu seu primeira museu, o Odditorium, em Chicago, em 1933. O conceito foi um sucesso, e logo havia Odditoriums em San Diego, Dallas, Cleveland, San Francisco e Nova York. Nesse ponto de sua vida, Robert tinha sido eleito o homem mais popular na América pelo New York Times, recebeu um diploma honorário da universidade de Dartmouth, e visitou 201 países estrangeiros.
Durante a II Guerra Mundial, Robert se concentrou na caridade ao invés de viagem do mundo, mas depois da guerra, ele voltou a ampliou seus esforços na mídia. Em 1948, o ano do 20º aniversário de Believe It or Not! nos rádios chegou ao fim e foi substituído por um Believe It or Not! uma série de televisão. Isto foi um movimento ousado por parte de Robert devido ao pequeno número de americanos com acesso à televisão neste período. Robert concluiu apenas treze episódios da série antes de ficar incapacitado por graves problemas de saúde. Ele havia até mesmo desmaiado durante as filmagens de seu último show.
Sua saúde piorou, e em 27 de Maio de 1949, aos 58 anos, ele sofreu um ataque cardíaco em Nova York. Ele foi sepultado em sua casa na cidade de Santa Rosa no Oddfellows Lawn Cemetery, que fica ao lado do Santa Rosa Rural Cemetery.

## História em quadrinhos

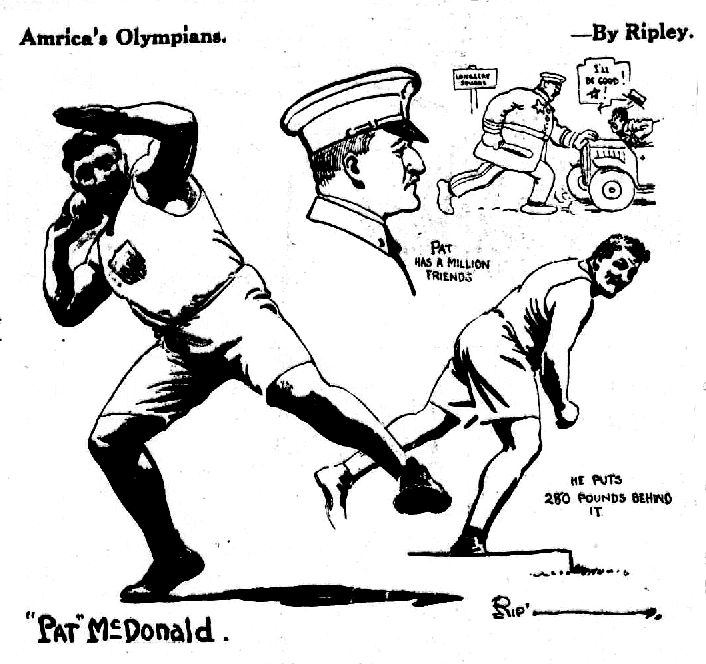
Primeiros desenhos por Robert, pré-"Believe It or Not!", publicado em 1920. Pat McDonald, Olímpico Americano.

Os quadrinhos de Robert foram estimados em terem 80 milhões de leitores em todo o mundo, e foi dito que ele recebeu mais correios do que o Presidente dos Estados Unidos. Ele se tornou um homem próspero, com casas em Nova York e na Flórida, mas ele sempre manteve laços com sua casa, em sua cidade natal de Santa Rosa, Califórnia, e fez questão de trazer a atenção para The Church of the One Tree (A Igreja de Uma Árvore), uma igreja construída inteiramente a partir da madeira de uma única árvore de sequoia de 91,4 m de altura, que fica ao lado norte da Juilliard Park, no centro de Santa Rosa.
Robert alegou ser capaz de "provar cada declaração que ele fez", com a desculpa de que havia trabalhado com profissionais, pesquisadores de fato como Norbert Pearlroth, que reuniu e verificou os estranhos fatos de Believe It or Not! e também verificou tudo dito pelos leitores das então cidades pequenas. Pearlroth passou 52 anos como o então pesquisador, descobrindo e verificando fatos estranhos para Robert, depois da morte de Robert, para o sindicado King Features, os editores que assumiram a gestão do Believe It or Not![carece de fontes?]
Outro funcionário que editou os quadrinhos ao longo dos anos foi Lester Byck. Outros que também desenharam após a morte de Robert incluem Don Wimmer; Joe Campbell (1946-1956); Art Slogg; Clem Gretter (1941-1949); Carl Dorese; Bob Clarke (1943-1944); Stan Randall; Paul Frehm (1938-1975), que se tornou o desenhista em tempo integral, em 1949; e seu irmão Walter Frehm (1948-1989).[carece de fontes?]

## Legado
As ideias e o legado de Robert vivem no Ripley Entertainment, uma empresa que leva o seu nome e é gerenciada pela companhia Jim Pattison Group desde 1985, a companhia é a terceira maior empresa privada do Canadá. Ripley Entertainment transmite programas de televisão nacionais, possui publicações de curiosidades estranhas e tem uma variedade de atrações públicas, incluindo o Aquário de Ripley, o museu do Believe It or Not!, Aventura Assombrada de Ripley, Mini-Golfe de Ripley, Cinema de Ripley, Atrações no Guiness World Reccords, e o Museu de Cera de Louis Trussaud.[carece de fontes?]

## Cronologia
- Em 1890, nasceu Santa Rosa, Califórnia
- Em 1901, recebeu sua educação formal
- Em 1906, se tornou semiprofissional em basebol
- Em 1908, vendeu seu primeiro quadrinho para o Life
- Em 1908, abandona brevemente o basebol para ajudar a mãe
- Em 1909, se muda de San Francisco Bulletin para San Francisco Chronicle
- Em 1912, cria seu último quadrinho para o San Francisco Chronicle e se muda para a cidade de Nova Iorque naquele inverno
- Em 2 de janeiro de 1913, escreve sua primeira cômica para o New York Globe e tenta para o New York Giants, porém um ferimento acaba com suas esperanças no basebol
- Em 1914, faz sua primeira viagem para a Europa
- Em 19 de dezembro de 1918, publica Champs and Chumps no New York Globe
- Em 1919, se casa com Beatrice Roberts
- Em 1920, faz sua primeira viagem sozinho à Europa para cobrir as Olimpíadas de Antwerp, Bélgica.
- Em 3 de dezembro de 1922, faz sua primeira viagem ao redor do mundo; e escreve em seu diário de viagens
- Em 7 de abril de 1923, volta aos Estados Unidos e contrata o pesquisador e linguista Norbert Pearlroth; o Globe para de publicar e a série se muda para New York Evening News; logo se divorcia de Beatrice Roberts, depois de ficarem separados por um tempo
- Em 1925, escreve seu diário de viagens e seu guia de handebol
- Em 1926, se torna campeão de handebol em Nova York e escreve um livro sobre pontos em boxe
- Em 9 de julho de 1929, o sindicato de William Randolph Hearst, o King Features Syndicate, apresenta Believe It or Not! em centenas de jornais pelo mundo
- Em 1930, começa um contrato de dezoito anos na rádio e dezenove anos em associação com o produtor Doug Storer; Hearst financia as viagens de Robert ao redor do mundo, onde Robert grava para rádio ao vivo apresentações debaixo d'água, nos céus, nas cavernas, em ninhos de cobras e países estrangeiros
- Em 1931, lança curtas para a Vitaphone, segundo livro de Believe it or Not!
- Em 1932, faz uma viagem para o Extremo Oriente
- Em 1933, o primeiro Odditorium abre em Chicago
- Em 1934, faz o primeiro show de rádio transmitido simultaneamente ao redor do mundo e compra uma casa com 28 cômodos em Mamaroneck, Nova Iorque
- Em 1935, abre um Odditorium em San Diego
- Em 1936, abre um Odditorium em Dallas
- Em 1937, abre um Odditorium em Cleveland; o criador de Peanuts, Charles Schulz aparece com seu primeiro desenho publicado em Believe it or Not!
- Em 1939, abre um Odditoriums em San Francisco e em Nova Iorque; Robert recebe um diploma honorário do Dartmouth College
- Em 1940, compra um apartamento de 13 quartos em Manhattan; recebe mais dois diplomas honorários; e alcança o número de 201 países visitados, financiado por Hearst
- Em 1945, para de viajar ao redor do mundo para fazer trabalho de caridade pela segunda guerra mundial
- Em 1946, compra um navio chinês, o Mon Lei (万里)
- Em 1947, compra sua terceira casa, nomeada Hi-Mount, em West Palm Beach, Florida
- Em 1948, o programa de rádio acaba; o trigésimo aniversário de Believe it or Not! é celebrado numa festa em Nova Iorque
- Em 1949, Robert morre de um ataque cardíaco no dia 27 de maio, na cidade de Nova Iorque, logo após a transmissão de seu décimo terceiro show na televisão e é enterrado em Santa Rosa; leilão de sua propriedade é realizado; sua propriedade é comprada por John Arthur.